# 故宫外八庙
故宫外八庙是指北京紫禁城周边的八处清代皇家庙宇，分别为宣仁庙、凝和庙、普度寺、真武庙、昭显庙、万寿兴隆寺、静默寺和福佑寺。
清朝雍正年间，在故宫附近修建了宣仁庙、凝和庙、昭显庙、福佑寺四座庙宇，分别祭祀风、云、雷、雨四神，并与已建成的真武庙、万寿兴隆寺、普度寺、静默寺，合称“紫禁城外八庙”。这八所庙宇的建筑均有严格的规制，皇帝每年定期前去祭祀，以求诸神保佑风调雨顺、百战功成。

## 历史

### 宣仁庙
宣仁庙位于东城区北池子大街路东，建于清雍正六年（1728年），祭祀风神，俗称“风神庙”。现庙宇后部为北京中医医院针灸科，前部为北京中医医院和北京妇产医院的职工宿舍。

### 凝和庙
凝和庙亦在北池子大街以东，建于清雍正八年（1730年），祭祀云神，俗称“云神庙”。现为北池子小学使用。

### 普度寺

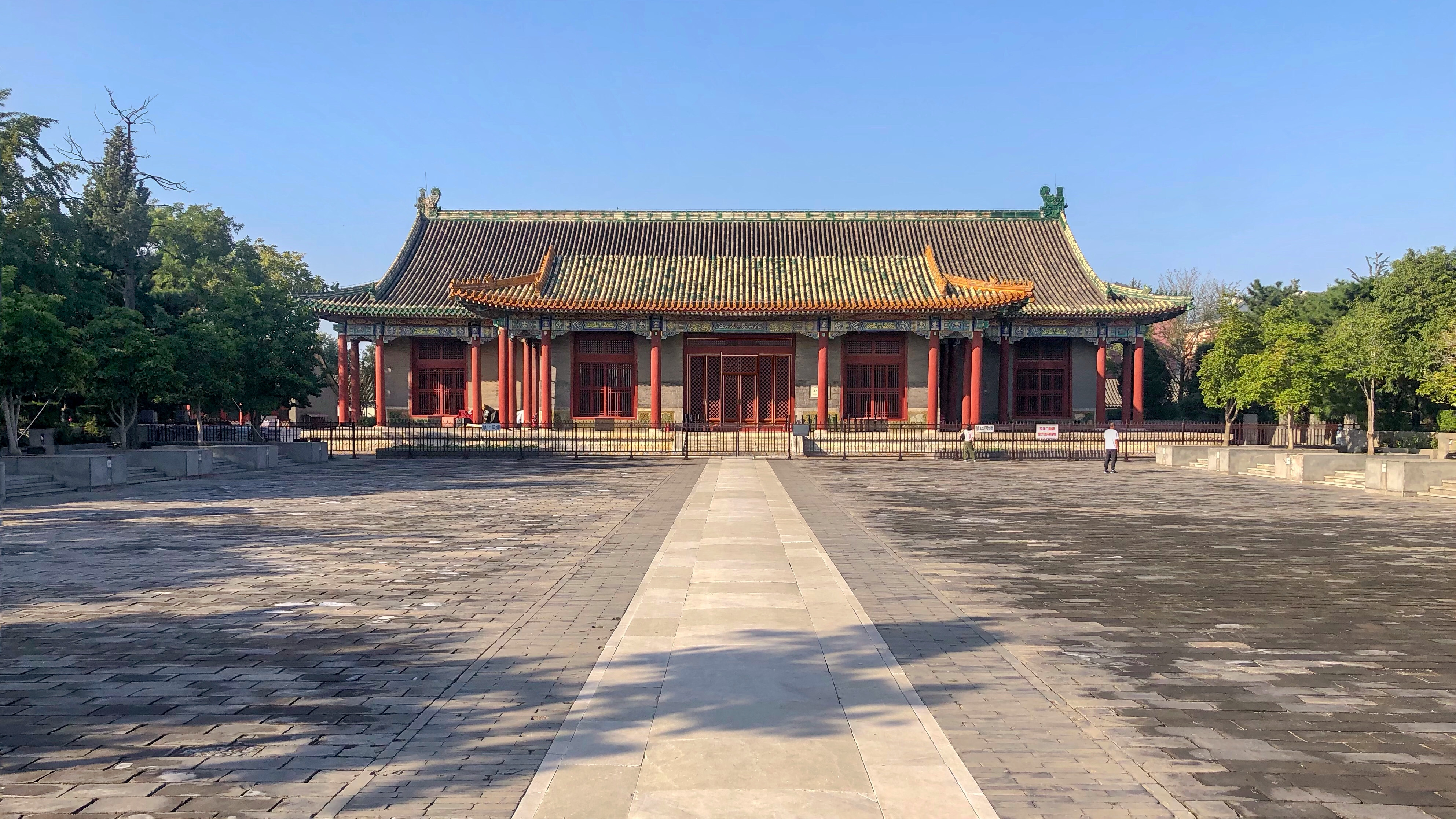
普度寺遗址，主殿及前广场。

普度寺位于东城区南池子大街路东的胡同内，明代是皇家东苑内的洪庆宫，清初为睿亲王多尔衮府邸。康熙三十三年（1694年）改建为喇嘛庙，专门供奉“大黑天”神，俗称“玛哈噶喇庙”。曾长期被南池子小学、粮店及居民占用。现已重修，开辟为北京税务博物馆。

### 真武庙
真武庙位于西城区，在紫禁城西华门外的胡同内，又名“王钵庵”，原为明代御用监旧址。现已成民居。

### 昭显庙
昭显庙在西城区北长街路西，建于清雍正十年（1732年），祭祀雷神，俗称“雷神庙”。是北京市文物保护单位。现为北长街小学使用，除影壁、后殿外，其余建筑均已无存。

### 万寿兴隆寺
万寿兴隆寺位于北长街西侧，原为明兵仗局佛堂，清康熙二十年（1681年）改建为佛寺，今为居民大院。

### 静默寺
静默寺亦在北长街路西，原为明代关帝庙旧址，清康熙五十二年（1731年）重修，赐名静默寺，今为居民大院。

### 福佑寺
福佑寺位于北长街北口路东，始建于清初，曾是清圣祖玄烨的读书处。雍正元年（1723年）曾为宝亲王弘历（即乾隆帝）府邸，但弘历并未迁入居住，其登基后，将此处改建为喇嘛庙。该庙亦曾祭祀雨神，故俗称“雨神庙”。现为西藏自治区班禅驻京办事处。

## 现状
现在，外八庙均被各种单位、居民占用。宣仁庙、凝和庙、昭显庙、福佑寺以及普度寺大殿是北京市文物保护单位，万寿兴隆寺是西城区文物保护单位。一些建筑已被拆除或改建。